# 菅野祐悟
菅野 祐悟（かんの ゆうご、1977年〈昭和52年〉6月5日 - ）は、日本の作曲家、編曲家、音楽プロデューサー、映画監督、画家。ワンミュージック所属。

## 来歴・人物
幼少期から中学校までを埼玉県川越市で過ごす、その後、栃木県塩谷郡高根沢町に転居し大学中盤までを過ごす。須賀学園宇都宮短期大学附属高等学校全日制普通科特別進学コース、東京音楽大学音楽学部音楽学科作曲指揮専攻作曲科映画放送音楽コース卒業。在学中に印象主義音楽に魅了され、フランス和声を学んだ。在学中から既に映画、CM、アーティストに楽曲を提供するなどの活動を行っていた。現在ではドラマからアニメーション、CM、ゲーム等、幅広く活動している。テクノポップ、音響、オーケストレーションを得意としている。2012年より音楽にとどまらず画家活動、映画監督にも創作範囲を拡大している。
2007年には初の演奏会をサントリーホールで開催し、その後も毎年恒例となっている。2015年にアメリカ合衆国ワシントン州シアトルでシアトル交響楽団と東日本大震災の復興をテーマにした公演を実施。
さらには2016年4月に「交響曲第1番～The Border～」が関西フィルハーモニー管弦楽団の定期演奏会において、2019年4月には「交響曲第2番〜Alles ist Architektur～」が同楽団の第300回記念定期演奏会において世界初演（指揮はいずれも「第1番初演の仕掛人」である藤岡幸夫）されており、音楽家として活動の幅を広げ続けている。さらには須川展也からサクソフォン協奏曲"Mystic forest"、宮田大からチェロ協奏曲～十六夜～の委嘱も受けた（初演の指揮は交響曲と同じく藤岡幸夫）。
2023年には、横浜国際映画祭を機に自身が音楽と共に初めて監督を手掛ける映画「DAUGHTER（ドーター）」を発表している。2023年12月15日よりロードショー。

## 作品

### 純音楽作品
| 2011年 |
- トロンボーン協奏曲「flower」（藤原功次郎氏の委嘱）

| 2014年 |
- 箏と尺八と管弦楽のための協奏曲〜Revive〜 (4月初演、CD『遠藤千晶 箏協奏曲の軌跡』所収)

| 2015年 |
- 永遠の土 (8月初演)

| 2016年 |
- 交響曲第1番〜The Border〜（4月初演）

| 2019年 |
- 交響曲第2番〜Alles ist Architektur〜（4月初演）

| 2021年 |
- サクソフォン協奏曲"Mystic  forest"（2月13日・東京シティフィルハーモニック管弦楽団 第340回定期演奏会にて初演　サクソフォンは須川展也）
- チェロ協奏曲〜十六夜〜（10月30日・関西フィルハーモニック管弦楽団 第323回定期演奏会にて初演　チェロは宮田大）

| 2024年 |
- ヴァイオリン協奏曲（東京シティフィルハーモニック管弦楽団 第367回定期演奏会にて初演　ヴァイオリンは神尾真由子）

- ピアノ協奏曲（関西フィルハーモニック管弦楽団 第350回定期演奏会にて初演　ピアノは角野隼斗）

### テレビ・ドラマサウンドトラック

#### NHK
- 開拓者たち（2012年 BSプレミアム）
- 大河ドラマ 軍師官兵衛（2014年）
- 連続テレビ小説 半分、青い。（2018年）[2]

#### 日本テレビ
2005年
- あいのうた

2006年
- ウーマンズ・アイランド〜彼女たちの選択〜
- ユウキ

2007年
- ハケンの品格
- ロミオとジュリエット 〜すれちがい〜
- バンビ〜ノ!
- ホタルノヒカリ

2008年
- 先生はエライっ! ※共同（神坂享輔）
- おせん
- あの日、僕らの命はトイレットペーパーよりも軽かった〜カウラ捕虜収容所からの大脱走〜

2009年
- キイナ〜不可能犯罪捜査官〜
- 働くゴン!
- サムライ・ハイスクール

2010年
- ホタルノヒカリ2
- 美丘-君がいた日々-
- 黄金の豚-会計検査庁 特別調査課-

2011年
- 生きてるだけでなんくるないさ ※一部美丘より

2012年
- ダーティ・ママ!
- ゴーストママ捜査線〜僕とママの不思議な100日〜

2013年
- シェアハウスの恋人

2014年
- 花咲舞が黙ってない（2014年 - 2015年）※共同（得田真裕）

2016年
- ヒガンバナ〜警視庁捜査七課〜

2017年
- 東京タラレバ娘
- ウチの夫は仕事ができない

2019年
- 白衣の戦士！ ※共同（眞鍋昭大）
- 偽装不倫

2021年
- 恋はDeepに

2022年
- パンドラの果実〜科学犯罪捜査ファイル〜
- ファーストペンギン!

2023年
- CODE-願いの代償-

2024年
- ACMA:GAME アクマゲーム
- 花咲舞が黙ってない（第3シリーズ）※共同（得田真裕）
- ACMA:GAME アクマゲーム ワールドエンド

#### テレビ朝日
2015年
- アイムホーム

2018年
- リーガルV〜元弁護士・小鳥遊翔子〜

2021年
- 漂着者

2023年
- ゆりあ先生の赤い糸

#### TBSテレビ
2005年
- Mの悲劇

2006年
- 輪舞曲

2009年
- MR.BRAIN ※共同（井筒昭雄、MAYUKO、神坂享輔）

2010年
- 新参者

2011年
- 生まれる。

2012年
- レジデント〜5人の研修医
- ダブルフェイス

2013年
- TAKE FIVE〜俺たちは愛を盗めるか〜
- 安堂ロイド〜A.I. knows LOVE?〜

2014年
- MOZU

2020年
- テセウスの船
- 危険なビーナス

2021年
- 日本沈没-希望のひと-

2024年
- さよならマエストロ〜父と私のアパッシオナート〜

#### フジテレビ
2004年
- ラストクリスマス

2005年
- エンジン

2006年
- アテンションプリーズ
- サプリ

2007年
- 明智光秀〜神に愛されなかった男〜
- ガリレオ ※共同（福山雅治）
- SP 警視庁警備部警護課第四係（2007年 - 2008年）

2008年
- シバトラ〜童顔刑事・柴田竹虎〜
- イノセント・ラヴ
- 赤い糸（2008年 - 2009年）

2009年
- 恋して悪魔〜ヴァンパイア☆ボーイ〜（カンテレ/フジテレビ）
- 不毛地帯（2009年 - 2010年）※共同（坂本龍一）

2010年
- 泣かないと決めた日

2011年
- 外交官 黒田康作
- 幸せになろうよ ※共同（MAYUKO、井筒昭雄、神坂享輔、末廣健一郎）
- 謎解きはディナーのあとで
- 悪女たちのメス

2012年
- 37歳で医者になった僕〜研修医純情物語〜（カンテレ）
- 踊る大捜査線 THE LAST TV サラリーマン刑事と最後の難事件

2013年
- ガリレオ ※共同（福山雅治）

2014年
- 昼顔〜平日午後3時の恋人たち〜

2015年
- 銭の戦争
- HEAT（カンテレ）

2016年
- ラヴソング
- ON 異常犯罪捜査官・藤堂比奈子（カンテレ）
- カインとアベル

2017年
- 櫻子さんの足下には死体が埋まっている
- 刑事ゆがみ

2018年
- FINAL CUT（カンテレ）

2019年
- パーフェクトワールド（カンテレ）
- シャーロック

2021年
- 青のSP―学校内警察・嶋田隆平―（カンテレ）

2022年
- ガリレオ 禁断の魔術 ※共同（福山雅治）

2023年
- 罠の戦争（カンテレ）
- あなたがしてくれなくても

2024年
- 嘘解きレトリック ※共同（眞鍋昭大）
- モンスター（カンテレ）

### アニメーションサウンドトラック
2003年
- D.C. 〜ダ・カーポ〜 ※共同（七瀬光）

2006年
- 銀色のオリンシス
- 働きマン

2008年
- 図書館戦争
- 鉄腕バーディー DECODE

2009年
- 鉄腕バーディー DECODE:02

2012年
- PSYCHO-PASS サイコパス

2014年
- ジョジョの奇妙な冒険 スターダストクルセイダース（2014年 - 2015年）
- ガンダム Gのレコンギスタ
- PSYCHO-PASS サイコパス 2

2016年
- 亜人（テレビアニメ版）
- ジョジョの奇妙な冒険 ダイヤモンドは砕けない

2017年
- 岸辺露伴は動かない（2017年 - 2020年）

2018年
- グランクレスト戦記
- ジョジョの奇妙な冒険 黄金の風（2018年 - 2019年）

2019年
- PSYCHO-PASS サイコパス 3
- Levius -レビウス-

2020年
- 富豪刑事 Balance:UNLIMITED

2021年
- はたらく細胞BLACK
- 2.43 清陰高校男子バレー部
- バイオハザード: インフィニット ダークネス

2022年
- ジョジョの奇妙な冒険 ストーンオーシャン（2022年 - 2023年）

2023年
- PLUTO

2024年
- SAND LAND: THE SERIES
- シンカリオン チェンジ ザ ワールド

### 映画サウンドトラック
- 白いハト

2002年
- ヒロスエ which? プロジェクト

2007年
- ヒートアイランド
- スマイル 聖夜の奇跡

2008年
- 少林少女
- 容疑者Xの献身 ※共同（福山雅治）
- 赤い糸

2009年
- アマルフィ 女神の報酬
- カイジ 人生逆転ゲーム
- ブラック会社に勤めてるんだが、もう俺は限界かもしれない
- 曲がれ!スプーン

2010年
- 踊る大捜査線 THE MOVIE3 ヤツらを解放せよ!
- SP THE MOTION PICTURE（2010年 - 2011年）

2011年
- アンダルシア 女神の報復
- こちら葛飾区亀有公園前派出所 THE MOVIE 〜勝どき橋を封鎖せよ!〜
- カイジ2 人生奪回ゲーム

2012年
- 麒麟の翼
- 映画 ホタルノヒカリ
- 図書館戦争 革命のつばさ
- 踊る大捜査線 THE FINAL 新たなる希望

2013年
- インターミッション
- 真夏の方程式 ※共同（福山雅治）
- 謎解きはディナーのあとで

2015年
- 劇場版 PSYCHO-PASS サイコパス
- 幕が上がる
- アリのままでいたい
- 劇場版 MOZU
- レインツリーの国
- 亜人

2016年
- 高台家の人々
- ボクの妻と結婚してください。

2017年
- 3月のライオン
- BLAME!
- 昼顔
- 亜人（実写映画版）
- ラストレシピ～麒麟の舌の記憶～

2018年
- 祈りの幕が下りる時
- 曇天に笑う
- ニンジャバットマン
- イマジネーションゲーム（企画も兼任）
- 累 -かさね-

2019年
- PSYCHO-PASS サイコパス Sinners of the System
- マチネの終わりに
- 劇場版 ガンダム Gのレコンギスタ（5部作）
- HUMAN LOST 人間失格

2020年
- カイジ ファイナルゲーム
- PSYCHO-PASS サイコパス 3 FIRST INSPECTOR
- ビューティフルドリーマー

2021年
- 太陽は動かない
- ブレイブ ‐群青戦記‐

2022年
- 名探偵コナン ハロウィンの花嫁
- バスカヴィル家の犬 シャーロック劇場版
- 沈黙のパレード ※共同（福山雅治）
- カラダ探し

2023年
- 名探偵コナン 黒鉄の魚影
- 劇場版 PSYCHO-PASS サイコパス PROVIDENCE
- SAND LAND
- DAUGHTER

2024年
- 名探偵コナン 100万ドルの五稜星
- 劇場版 ACMA:GAME 最後の鍵

2025年
- 名探偵コナン 隻眼の残像
- カラダ探し THE LAST NIGHT

### 舞台音楽
- ミュージカル「白蛇伝 〜White Lovers〜」（2006年）編曲
- FABRICA[11.0.1]「LOST GARDEN」（2008年、赤坂RED THEATER）
- 舞台PSYCHO-PASS サイコパスVirtue and Vice

### ゲーム音楽
- rain（2013年）
- 仁王（2017年）
- 仁王2（2020年）※共同（眞鍋昭大）

### 楽曲提供・アニメソング
2004年
- ホームワーク（中原麻衣ミニアルバム）
- あなたと言う時間（CooRieシングル 『光と水のダフネ』エンディングテーマ）
- 世界でたったひとつの場所へ（ゲーム『アンジェリーク エトワール』ヴォーカルCD「アンジェリーク エトワール VIOLET」所収）
- センチメンタル（CooRie 『美鳥の日々』オープニングテーマ）
- HEROINE（茅原実里ファーストアルバム）

2005年
- キ・セ・キ（上條ひとみデビューシングル）
- ラムネ色のメロディ（『ラムネ』オープニングテーマ）

2006年
- Green（上條ひとみセカンドシングル）

2007年
- Oh, Yes（藤木直人アルバム『Reverse』）編曲

2009年
- アンプラグド～君がいて～（唄奴シングル『虹色のメロディー』）作詞・作曲

2010年
- 愛しいままで

2014年
- Never Again（青木カレン 『昼顔〜平日午後3時の恋人たち〜』メインテーマ）
- Gの閃光（ハセガワダイスケ 『ガンダム Gのレコンギスタ』エンディングテーマ）
- ハイフン・スタッカート（ハセガワダイスケ 『ガンダム Gのレコンギスタ』挿入歌）

2015年
- ふたりのまほう（May J.シングル 『ガンダム Gのレコンギスタ』後期オープニングテーマ マキシシングルCD「ReBirth」所収）
- アク役◇協奏曲（オインゴ（保村真）、ホル・ホース（木内秀信）、ボインゴ（くまいもとこ） 『ジョジョの奇妙な冒険 スターダストクルセイダース』特殊エンディングテーマ）

2016年
- Great Days（青木カレン・ハセガワダイスケ 『ジョジョの奇妙な冒険 ダイヤモンドは砕けない』第3クールオープニングテーマ）

2017年
- FINDING THE TRUTH（Coda 『岸辺露伴は動かない』エンディングテーマ）

2018年
- イマジネーションゲーム（板野友美 映画『イマジネーションゲーム』主題歌）

2019年
- 裏切り者のレクイエム（ハセガワダイスケ 『ジョジョの奇妙な冒険 黄金の風』第2オープニングテーマ）

2023年
- Heaven’s falling down（sana (sajou no hana) 『ジョジョの奇妙な冒険 ストーンオーシャン』第2オープニングテーマ）

### CM
- 森永製菓「新サウンドロゴ」
- 森永製菓ダース「あなたに似た人篇」
- 東京ディズニーシー「クリスマス篇」（2003年）
- 東京ディズニーランド「ブレイジング・リズム踊る炎篇」（2003年）
- 東京ディズニーランド「巨大スクリーンにバズ篇」・「20thアニバーサリー篇」（2004年）
- マクドナルド「ディズニーカレンダー」（2004年）
- マクドナルド「ハッピーセット」（2005年）
- ホーユー 社名サウンドロゴ（2005年）
- ブルボン「牛乳でおいしくつめたいココア」（2007年）
- 新ビオフェルミンS「家族篇」「乳酸菌の粒篇」
- GBAソフト「ドラゴンボールZ 舞空闘劇」
- 大成建設「新ドーハ国際空港篇」（2008年）

### その他
- NHK BSプレミアム『おとうさんといっしょ』（2013年3月）
- NHK総合テレビ サンデースポーツ・サタデースポーツ （2013年3月30日 - ）
- NHK いないいないばあっ!なりきり遊びの曲「まねっこマーチ」作詞・作曲（2011年4月 - ）
- ズームイン!!SUPER（2010年 - ）
- NHKニュース（火曜 - 土曜午前0時）→ NHKニュース24（2010年 - 2012年）
- NHKスペシャル「MEGAQUAKE 巨大地震」（2010年）
- NHKスペシャル「MEGAQUAKE 巨大地震II」（2012年）
  - NHK BS1スペシャル THE NEX MEGAQUAKE（2013年3月10日） - 「MEGAQUAKE 巨大地震II」再編集版
- NHKスペシャル「MEGAQUAKE 巨大地震III」（2013年）
- 日本テレビ Newsリアルタイム（2006年 - 2010年）
- 追跡!AtoZ（2009年 - ）
- NHKスペシャル「自動車革命」（2009年）
- ヒーローが見た夢（2008年 - 2009年）
- Hey! Say! JUMP デビュー&ファーストコンサート いきなり! in 東京ドーム（2007年12月22日）楽曲提供
- AbemaTV 「天火、ヤマイヌ(犲)やめるってさ」（2018年）
- 東武東上本線川越駅・川越市駅発車メロディ、「川越特急」車内チャイム（2019年 - ）[6]

### オリジナル作品
- オーラ・クラシカル 〜美しい感動〜（2012年01月25日発売・型番：TOCP-71130）
- YUGO KANNO MEETS ART & MUSIC（2013年2月20日発売・型番：DQC-1023）
- 魂の歌〜東日本大震災復興支援音楽プロジェクト〜（2013年3月13日発売・型番：SOST3010）

## コンサート
2007年
- 12月14日 - サントリーホールにて「Christmas Concert」

2008年
- 12月17日 - めぐろパーシモンホールにて「Christmas Concert」

2009年
- 3月22日 - 高根沢町町民ホールにて「Spring Concert」(初の地元開催）

2010年
- 2月13日 - 日経ホールにて「Valentine Concert」

2011年
- 2月20日 - 日経ホールにて「Valentine Concert」

2012年
- 2月18日 - めぐろパーシモンホールにて「Valentine Concert」

2013年
- 3月23日 - 五反田ゆうぽうとホールにて「Spring Concert」

2014年
- 2月08日 - Bunkamuraオーチャードホールにて「Valentine Concert」
- 8月10日 - 栃木県総合文化センターにて「マロニエール・クラシック・フェスティバルコンサート Vol.2」
- 8月24日 - 京都コンサートホールにて「京響プレミアムコンサート 菅野祐悟×広上淳一×京都市交響楽団」
- 10月05日 - 滋賀県立文化産業交流会館にて「菅野祐悟×広上淳一×京都市交響楽団」
- 10月08日 - 東京国際フォーラムにて「菅野祐悟 × MOZUコンサート」
- 10月26日 - 福岡市民会館にて「大河ドラマ軍師官兵衛トーク＆コンサート」
- 11月29日 - 高根沢町町民ホールにて「菅野祐悟・佐藤和男共演 クラシックコンサート」

## 映画監督
- DAUGHTER（ドーター）（2023年12月15日公開）
- REQUIEM~ある作曲家の物語~(2025年2月28日公開)

## 受賞
- 第19回日本映画批評家大賞映画音楽アーティスト賞（2010年）『アマルフィ 女神の報酬』
- 日本シアタースタッフ映画祭音楽賞（2010年）『アマルフィ 女神の報酬』
- 月間ギャラクシー賞（2014年5月）
- 第52回ギャラクシー賞テレビ部門奨励賞（2015年6月）